# Aldo Maldera
Aldo Maldera (* 14. Oktober 1953 in Mailand; † 1. August 2012 in Rom) war ein italienischer Fußballspieler.

## Karriere
Maldera begann seine Karriere in der Jugend des AC Mailand. 1971 kam er in die erste Mannschaft und wurde im November 1972 an den FC Bologna verliehen. Nach nur drei Spielen in Bologna kehrte er zu den Rossoneri zurück und blieb bis 1982. In Mailand konnte er 1973 den Europapokal der Pokalsieger gewinnen. Zudem gewann er mit dem Verein einen Meistertitel und wurde dreimal Pokalsieger. 1982 wechselte Maldera zum AS Rom. Gleich in seiner ersten Saison für die Römer wurde er abermals italienischer Meister, 1984 folgte zudem ein weiterer Gewinn des nationalen Pokalwettbewerbs. 1985 erfolgte Malderas Wechsel zum AC Florenz, wo er seine Karriere nach zwei Spielzeiten in der Serie A ausklingen ließ.
International spielte Maldera zehn Mal für die italienische Auswahl. Er nahm an der Fußball-Weltmeisterschaft 1978 in Argentinien teil und wurde mit dem Team Vierter. Bei dieser WM wurde er einmal eingesetzt. Außerdem nahm er an der Fußball-Europameisterschaft 1980 in Italien teil, dort wurde er mit der Squadra Azzurra ebenfalls Vierter.

## Erfolge
- Zweimal italienischer Meister (1979, 1983)
- Viermal italienischer Pokalsieger (1972, 1973, 1977, 1984)
- Einmal Europapokal der Pokalsieger (1973)